# St. Peter und Paul (Naumburg)

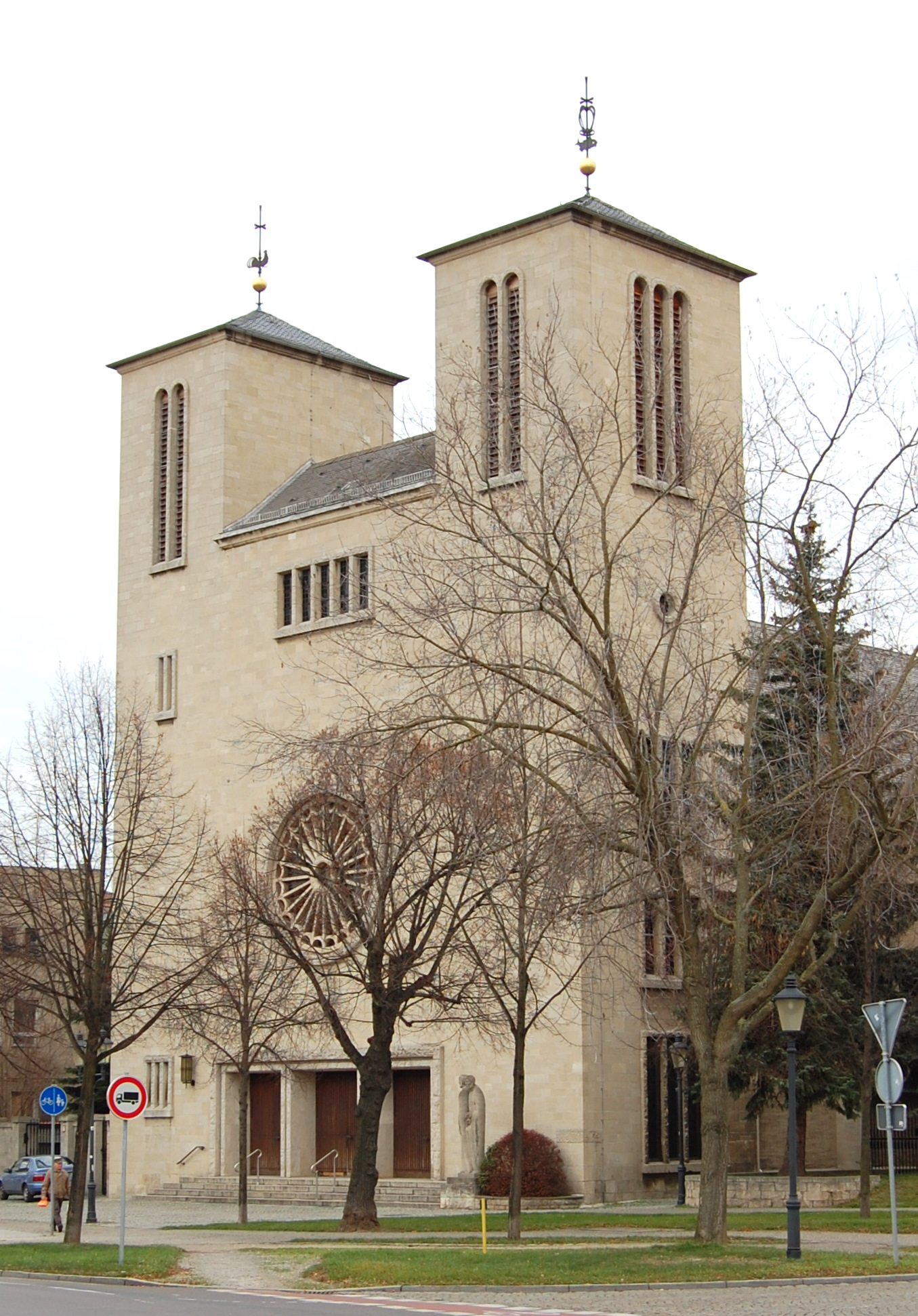
St.-Peter-und-Paul-Kirche in Naumburg

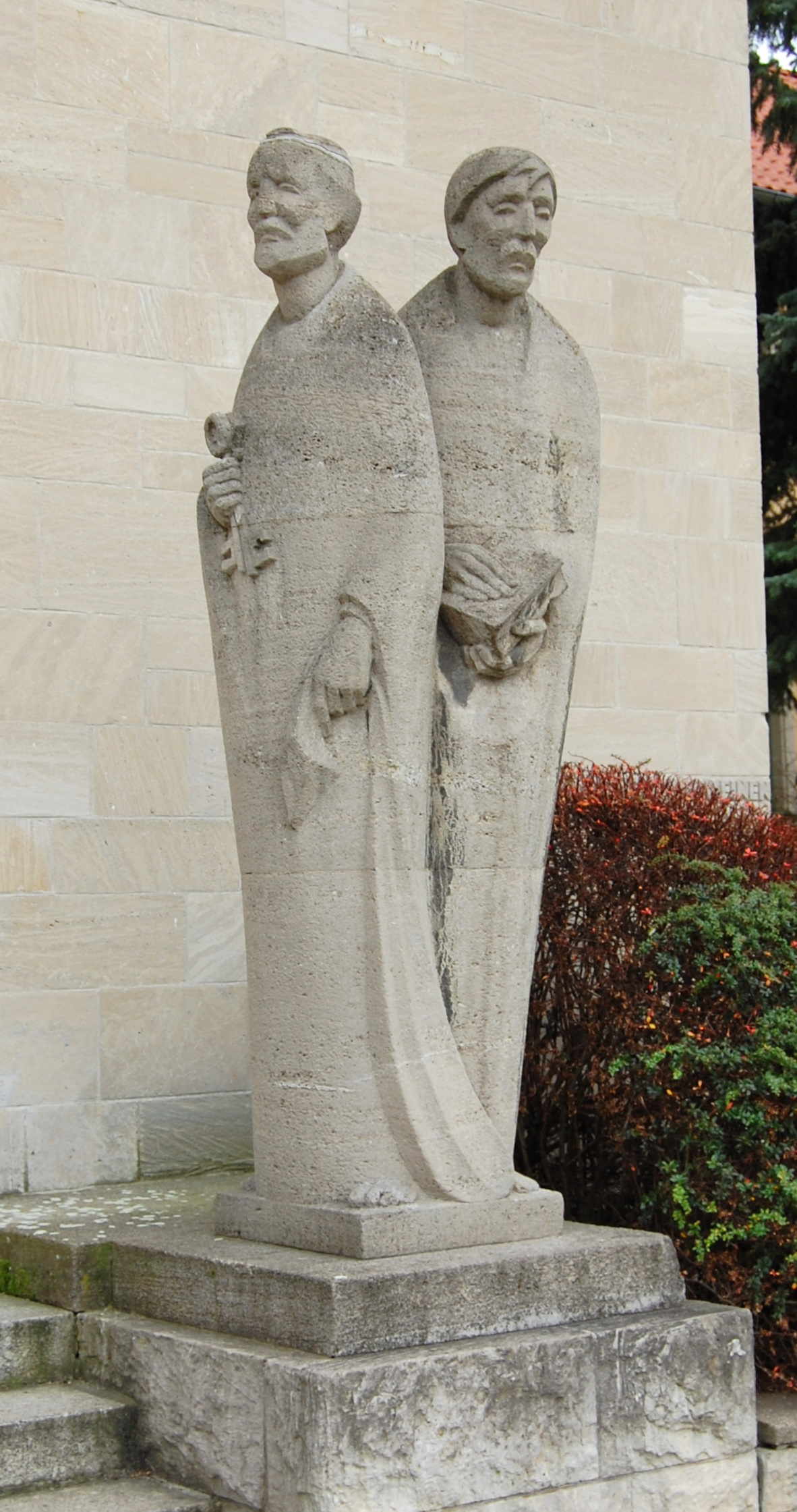
Figuren der Apostel Peter und Paul am Eingang der Kirche

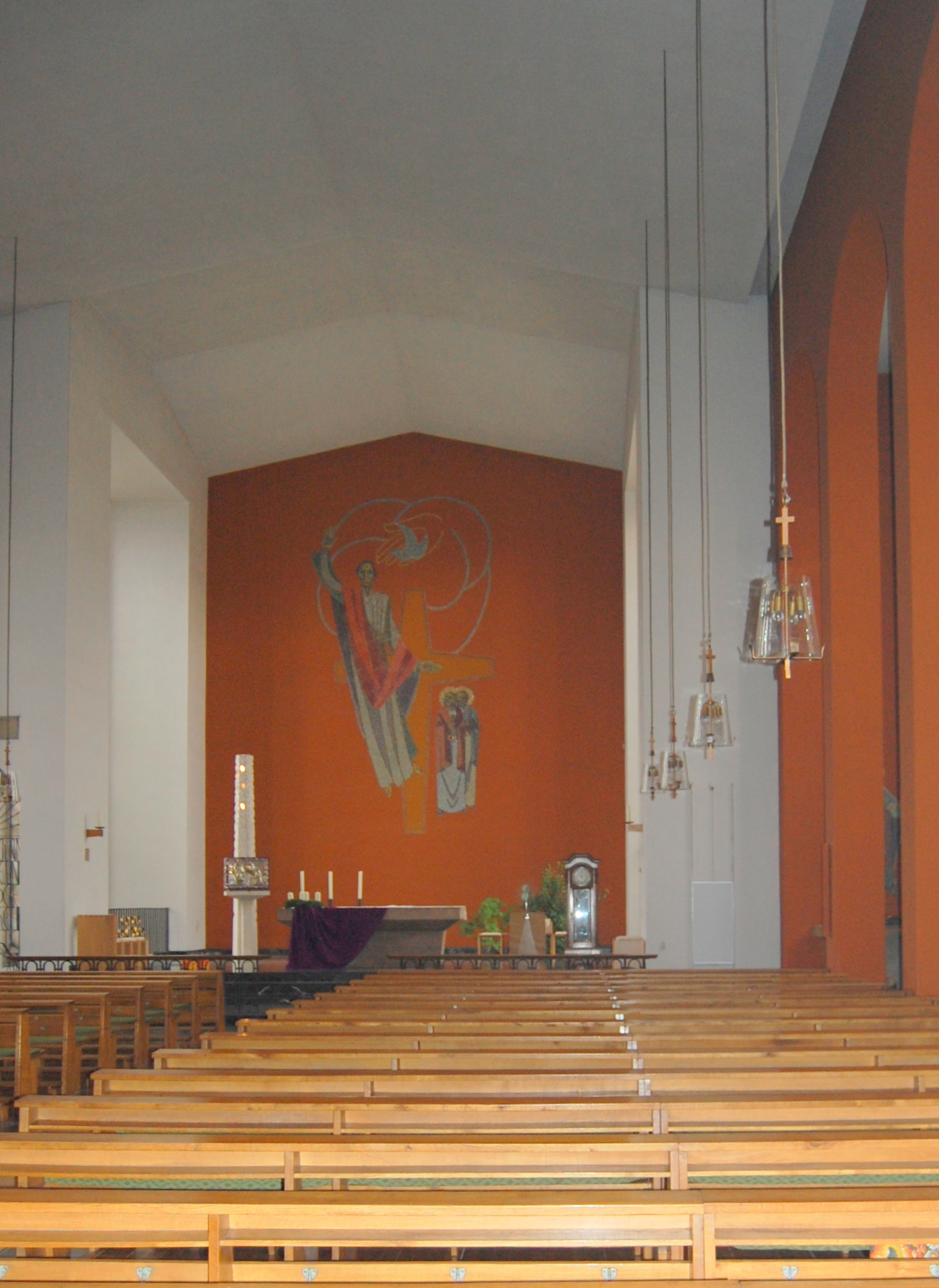
Innenraum

Die Sankt-Peter-und-Paul-Kirche ist die römisch-katholische Kirche in Naumburg (Saale), einer Stadt im Burgenlandkreis im Süden von Sachsen-Anhalt.

## Architektur
Die verputzte, schlichte Kirche aus der Mitte des 20. Jahrhunderts verfügt westlich des Kirchenschiffs über zwei Kirchtürme. Im Erdgeschoss der Türme befindet sich eine Empfangshalle. Über dem Eingang der auch im Inneren schlicht gehaltenen Kirche ist ein großes Rosettenfenster eingearbeitet. Südlich des Eingangs steht eine Skulpturengruppe aus zwei Figuren, die die Apostel Peter und Paul darstellen.
An der südwestlichen Ecke der Kirche ist eine auf die Grundsteinlegung bezogene Inschrift angebracht, auf der Westwand heißt es: Niemand kann einen anderen Grund legen als den der gelegt ist / Jesus Christus. An der Südwand steht: AD 1957 Peter + Paul.

## Geschichte

### Vorgängerbau
Die Sankt-Peter-und-Paul-Kirche steht an der Stelle eines 1861 errichteten Vorgängerbaus, der nach Plänen des Architekten Arnold Güldenpfennig entstanden war. Der Grundstein dieser ersten, zum Teil auf dem Gelände des ehemaligen Gasthofs Zur goldenen Eule errichteten Kirche wurde am 23. Mai 1861 durch Pfarrer Witte aus Halle (Saale) gelegt. Die Benediktion der Kirche nahm Pfarrverweser Friedrich Evers am 18. Oktober 1861 vor, die bischöfliche Kirchweihe folgte durch Bischof Konrad Martin aus Paderborn am 7. August 1862 anlässlich einer Firmung. Seit dem 13. Juli 1863 steht die Kirche unter dem Patrozinium der Apostel Peter (Petrus) und Paul (Paulus), den Schutzpatronen des in der Reformationszeit untergegangenen Bistums Naumburg.
Die zunächst ohne Turm errichtete Kirche erhielt 1896–1897 einen Kirchturm mit einem Geläut aus drei Glocken. Später wurde eine Orgel des Orgelbaumeisters Emil Heerwagen in Klosterhäseler eingebaut. Die beiden großen Glocken wurden im Ersten Weltkrieg an die Rüstungsindustrie abgeliefert, die dritte Glocke verschwand später aus unklarem Grund ebenfalls. Am 10. November lieferte die Glockengießerei Gebrüder Ulrich in Apolda eine neue Glocke. Die auf den Ton c2 gestimmte Glocke wurde am 11. November auf den Namen Heilige Familie geweiht.

### Heutige Kirche
Nach dem Zweiten Weltkrieg erwies sich die alte Kirche, auch aufgrund vieler katholischer Flüchtlinge, als zu klein. Man beschloss daher den Abriss der Kirche und einen größeren Neubau. Der letzte Gottesdienst im alten Gebäude fand am 27. Mai 1957 statt, im Juni 1957 folgte der Abriss. Für die Bauzeit wurde im Pfarrhaus eine kleine Kapelle eingerichtet.

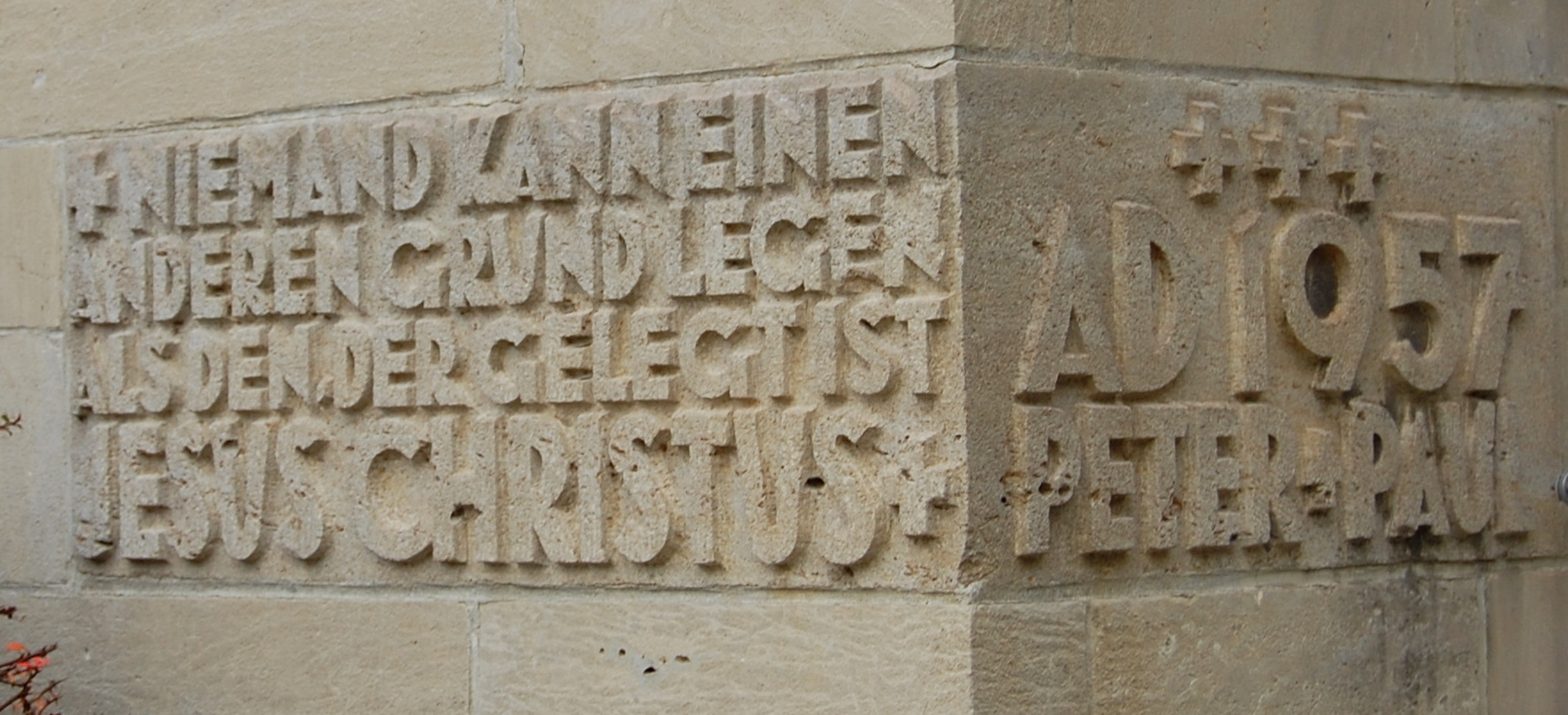
Grundstein

Am 29. Juni 1957 fand die Grundsteinlegung für den unter Pfarrer Stephan Huppertz von dem Bitterfelder Architekten Johannes Reuter entworfenen Neubau statt. Eine ähnliche Kirche entwarf Johannes Reuter bereits 1953 für Bad Berleburg, bekam von den DDR-Behörden jedoch keine Genehmigung, in Westdeutschland tätig zu werden. Die Realisierung des Kirchbaus in Bad Berleburg, der 1954 erfolgte, übernahm daher sein Sohn, der in Kassel tätig war.
Aus politischen Gründen verfügten die DDR-Behörden am 26. Februar 1958 einen Baustopp, der erst im September 1958 wieder aufgehoben wurde. Als Baumaterial kamen ohnehin weitgehend die Steine des Vorgängerbaus zum Einsatz. Unterstützung erfolgte durch Eigenleistung der Gläubigen und durch die Erzdiözese Paderborn, die auch ein Stahlgerüst stellte. Nach diesen Schwierigkeiten mit den DDR-Behörden und einem Verhör durch die Staatssicherheit verließ Johannes Reuter noch im gleichen Jahr die DDR und siedelte nach Westdeutschland über. Die Naumburger Sankt-Peter-und-Paul-Kirche blieb sein letzter Kirchenbau in der DDR.
Der Künstler Rudolf Brückner-Fuhlrott schuf 1962 das Altarmosaik (Christi Himmelfahrt), die Glasfenster, den Kreuzweg, die Pietà, die Apostelfiguren und die Apostelleuchter. Außerdem hatte man den Guss einer weiteren Glocke in Auftrag gegeben. Die auf den Ton a1 gestimmte Glocke trägt den Namen Heiliger Heinrich II. / Heilige Elisabeth.
Am 30. Juni 1962 nahm Weihbischof Friedrich Maria Rintelen die Kirchweihe des heutigen Kirchengebäudes vor. Im Jahr 1985 wurde eine Erneuerung des Kirchendachs erforderlich, in diesem Jahr wurde auch der Altar umgesetzt. 1986 wurde der Innenraum renoviert und farblich neu gestaltet. Auch Küche und Toiletten kamen hinzu. Um das Geläut zu vervollständigen, wurde in Passau eine dritte Glocke in Auftrag gegeben und der Glockenstuhl saniert. Am 10. November 2002 fand die Weihe der neuen Glocke Petrus und Paul statt. Die auf den Ton g1 gestimmte Glocke trägt die Inschrift: Petrus et Paulus, principes apostolorum et huius ecclesiae et urbis patroni; intercedite pro nobis (deutsch: Petrus und Paul, Apostelfürsten, Patrone dieser Kirche und Stadt; bittet für uns).

### Pfarrei
Das Bistum Naumburg wurde infolge der Reformation im Jahr 1562 aufgelöst, der Naumburger Dom wurde evangelisch, das katholische Leben in Naumburg erlosch.
1723 eröffnete die Sächsische Franziskanerprovinz in Halle eine Missionsstation, von der aus auch die wenigen Katholiken in Naumburg betreut wurden. Später fanden in Naumburg einige wenige Gottesdienste pro Jahr durch Jesuiten aus Leipzig statt, danach durch Geistliche aus Erfurt.
Von 1850 an hielten Priester aus Halle katholische Gottesdienste in Naumburg. Viele der Katholiken, die damals in Naumburg lebten, stammten aus dem Eichsfeld, oder waren Angehörige des Militärs.
Einen eigenen katholischen Seelsorger bekam Naumburg im November 1855 in Person des Vikars Franz Haselhorst, bereits im Oktober 1955 war für ihn in einem Hintergebäude des Overweg´schen Brüderstiftes in der Schulstraße eine Kapelle und eine Wohnung angemietet worden. Den ersten Sonntagsgottesdienst feierte Missionsvikar Franz Haselhorst am 16. Dezember 1855, dem 3. Adventssonntag. Haselhorst war als katholischer Seelsorger für den Landkreis Naumburg und den Landkreis Weißenfels zuständig. 1858 folgte die Eröffnung einer katholischen Schule.
Bereits zu Ostern 1858 kündigte der Magistrat der Stadt Naumburg der katholischen Missionsgemeinde das Overweg´sche Brüderstift, um dort die Luisenschule, eine Höhere Töchternschule, einzurichten. Am 25. Februar 1858 mietete die Missionsgemeinde in einem Nebengebäude des Hauses Löffler in der Weberstraße einige Räume, die zuvor als Getreidelager dienten, fortan aber als Kapelle und Schulzimmer genutzt wurden.
1859 wurde die Missionspfarrei Naumburg errichtet, die neben den Landkreisen Naumburg und Weißenfels auch einige Ortschaften aus dem Landkreis Eckartsberga und dem Landkreis Querfurt umfasste. In diesem Jahr erwarb die Missionsgemeinde auch den Gasthof Zur goldenen Eule in der Salzstraße. 1860 begann Vikar Friedrich Evers seinen Dienst als Nachfolger von Franz Haselhorst, er ließ einige Nebengebäude abreißen und die erste Kirche erbauen. Bereits 1863 wurde die bisherige Missionspfarrei zur Pfarrei St. Peter und Paul (Naumburg) erhoben. 1865 wurde Pfarrverweser Friedrich Evers versetzt, und Josef Rochell, der bereits Dechant des Dekanates Halle war, zu dem die Pfarrei Naumburg gehörte, übernahm als Pfarrverweser seine Nachfolge. Erst am 30. Dezember 1887 wurde mit Josef Bathe der erste Pfarrer der Pfarrei Naumburg ernannt. 
Das Preußenkonkordat vom 14. April 1929, durch die Bulle Pastoralis officii nostri vom 13. August 1930 in Vollzug gesetzt, errichtete die Mitteldeutsche Kirchenprovinz. Das Bistum Paderborn stieg dadurch zum Erzbistum und zum Metropolitansitz der mitteldeutschen Kirchenprovinz auf. Zugleich kam der vom Geistlichen Gericht Erfurt abgetrennte Regierungsbezirk Merseburg mit dem Dekanat Halle/Saale, zu dem die Pfarrei Naumburg gehörte, an das nunmehrige Erzbischöfliche Kommissariat Magdeburg. In der Zeit des Nationalsozialismus musste die katholische Schule zum 1. April 1939 schließen.
Durch die Flucht und Vertreibung Deutscher aus Mittel- und Osteuropa stieg ab 1945 die Zahl der Katholiken in der Pfarrei Naumburg erheblich an. Es kam daher zur Gründung mehrerer Tochtergemeinden: 1945 in Bad Kösen und Freyburg, 1946 in Nebra und Roßbach, 1947 in Bad Bibra, Laucha an der Unstrut und Osterfeld, sowie 1948 in Eckartsberga. In Klosterhäseler wurde 1965 eine Kapelle eingeweiht, zur Gründung einer eigenen katholischen Gemeinde kam es in Klosterhäseler jedoch nicht. 
Auch neue Dekanate wurden errichtet: Am 1. Juli 1953 das Dekanat Naumburg-Zeitz, zu dem die Pfarrei Naumburg nun gehörte.
Am 8. Juli 1994 wurde das Bistum Magdeburg gegründet, und die Zugehörigkeit der Pfarrei Naumburg wechselte vom Erzbistum Paderborn zum Bistum Magdeburg.
Am 1. März 2006 wurde der Gemeindeverbund Naumburg – Bad Kösen – Freyburg – Laucha – Osterfeld errichtet, dem auch die Pfarrei Naumburg angehörte.
Am 1. Januar 2009 wurde das Dekanat Merseburg gegründet, dem die Pfarrei Naumburg bis zur Auflösung der Dekanatsstrukturen im Bistum Magdeburg am 1. September 2023 angehörte. Das bisherige Dekanat Naumburg-Zeitz war zum Jahresende 2008 aufgelöst worden.
Aus dem Gemeindeverbund entstand am 2. Mai 2010 die heutige Pfarrei St. Peter und Paul mit Sitz in Naumburg, zu der neben der Sankt-Peter-und-Paul-Kirche in Naumburg auch die Kirchen Christkönig in Bad Kösen und St. Elisabeth in Roßbach sowie die Christkönigs-Kapelle in Eckartsberga gehören. Die damals ebenfalls zur Pfarrei St. Peter und Paul gehörenden Kapellen in Freyburg, Klosterhäseler, Laucha an der Unstrut und Osterfeld wurden inzwischen profaniert.